# Strajitsa (obchtina)
Strajitsa (bulgare : Стражица) est une obchtina de l'oblast de Veliko Tarnovo en Bulgarie.